# Dżamal ad-Din al-Afghani
Dżamal ad-Din Asadabadi al-Afghani (ur. 1838/1839 w Asadabadzie k. Hamadanu, zm. 9 marca 1897 w Stambule) – irański działacz polityczny i islamski ideolog w muzułmańskim świecie pod koniec XIX wieku, szczególnie na Bliskim Wschodzie, w Azji Południowej i Europie. Jest uważany za twórcę panislamizmu oraz przedstawiciela nurtu modernistycznego w islamie.
Wraz z Muhammadem Abduhem wydawał antybrytyjskie czasopismo „Nierozerwalna więź” (al-Urwah al-Wuthqa), w którym zawarł swoje poglądy uwolnienienia narodów muzułmańskich spod obcej dominacji (kolonialnej) oraz rządów despotycznych. Według al-Afghaniego, państwo islamskie powinno cechować się systemem demokratycznym, konstytucyjno-parlamentarnym, z elementami socjalizmu, zawartymi w Koranie.
Natomiast państwo panislamskie miało być strukturą ponadnarodowościową, duchową „nierozerwalną więzią” wszystkich muzułmanów.